# Ave Ninchi
Ave Ninchi (14 de diciembre de 1915 - 10 de noviembre de 1997) fue una actriz teatral y cinematográfica de nacionalidad italiana.

## Biografía
Su nombre completo era Ave Maria Ninchi, y nació en Ancona, Italia, en el seno de una familia de actores, entre ellos sus primos los actores Annibale y Carlo Ninchi, y de empresarios teatrales y dramaturgos, todos ellos relacionados con el Teatro delle Muse. Por todo ello, siendo joven empezó a trabajar en el teatro y, a causa del trabajo de su padre, hubo de vivir en Trieste y, a los quince años de edad, en las Marcas. En 1935 fue admitida en la Accademia Nazionale d'Arte Drammatica de Roma, disfrutando de una beca de estudios.
Su debut en el cine tuvo lugar en 1944 junto a Aldo Fabrizi en el film Circo equestre Za-bum, tras lo cual consiguió una creciente popularidad gracias a una larga serie de películas en las que actuó en compañía de intérpretes de la talla de Totò, Aldo Fabrizi, Paolo Stoppa, Nino Taranto, Peppino De Filippo, Carlo Dapporto y Alberto Sordi. Con frecuencia desempeñó papeles como actriz de carácter, robando en ocasiones las escenas a los actores protagonistas, gracias a su figura corpulenta y agraciada y a su brillante vis cómica.
Ave Ninchi dio pruebas de su excelente capacidad interpretativa en los filmes dramáticos. Así, por su trabajo en Vivere in pace (1946), de Luigi Zampa, obtuvo el Nastro d'argento.
Desde la década de 1950 a la de 1970 trabajó a menudo en el teatro. Fue una alegre intérprete de diversas comedias musicales, entre ellas Un trapezio per Lisistrata y Un mandarino per Teo, de Pietro Garinei y Sandro Giovannini, pero también fue una hábil actriz de teatro serio, actuando en obras como Questa sera si recita a soggetto de Luigi Pirandello, La señorita Julia de August Strindberg, Il campiello de Carlo Goldoni y Diálogos de Carmelitas de Georges Bernanos. En 1965 actuó junto a Anna Magnani en la representación de La lupa de Giovanni Verga, dirigida por Franco Zeffirelli.
En televisión participó en 1963 en el rodaje de Il mulino del Po, y en 1964 en el programa Za-bum. En 1971 intervino en el popular Speciale per noi, junto a Aldo Fabrizi, Paolo Panelli y Bice Valori, bajo dirección de Antonello Falqui. También sustituyó con éxito a Delia Scala en la transmisión de A tavola alle 7, programa en el que acompañaba a Luigi Veronelli y hablaba con gracia y competencia sobre temas culinarios.
En 1973, Federico Fellini, para el doblaje de Amarcord, la llamó para dar acento de Romaña a la napolitana Pupella Maggio, que interpretaba a Miranda. En 1974 interpretó en francés el papel de Madame Georges, la propietaria del albergue ocupado por los nazis en Cognome e nome: Lacombe Lucien, film dirigido por Louis Malle.
Ninchi protagonizó en 1979 la serie televisiva La vedova e il piedipiatti, dirigida por Mario Landi, en la que actuaba Veronica Lario, y en la que encarnaba a un ama de casa investigadora.
En 1981 volvió de nuevo a televisión con el especial Buonasera con... Ave Ninchi, en el cual habló de su propia carrera, lo cual no la eximía de proponer recetas y consejos culinarios. Siempre en TV, en sus últimos años de vida intervino en el programa Il sabato dello Zecchino con los niños del Piccolo Coro dell'Antoniano de Bolonia.
En 1989 la RAI le dedicó el programa biográfico en cuatro episodios Confidenzialmente Ave.
Tras la muerte de su marido decidió ir a vivir a Trieste, ciudad en la que fue asistida por su hija, la también actriz Marina Ninchi, y en la que falleció en 1997, a los ochenta y dos años de edad, a causa de las complicaciones de una diabetes.

## Televisión
- Speciale per noi (1971)
- A tavola alle 7 (1974-1976)
- Buonasera con... (1981)
- Il sabato dello Zecchino (1988)
- Confidenzialmente Ave (1989)

## Teatro radiofónico
- Il cigno, de Ferenc Molnar, con Ave Ninchi, Filippo Scelzo y Andreína Paul; emitida el 23 de febrero de 1950.

## Teatro televisivo
- La escuela de las mujeres, de Molière, con Memo Benassi,  Valeria Valeri y Ave Ninchi. Dirección de Corrado Pavolini. 7 de octubre de 1955.
- La coda della volpe, con Paola Quattrini, Ave Ninchi y Sandro Merli. Dirección de Enrico Colosimo. 19 de agosto de 1960.
- Il viaggio del signor Perrichon, de Eugène Labiche, con Massimo De Francovich, Franco Sportelli y Ave Ninchi. Dirección de Alessandro Brissoni. 21 de enero de 1963.
- Sorelle Materassi, de Aldo Palazzeschi, con Sarah Ferrati, Rina Morelli y Ave Ninchi. Dirección de Mario Ferrero, 1972.